# Lijst van Stolpersteine in Stichtse Vecht

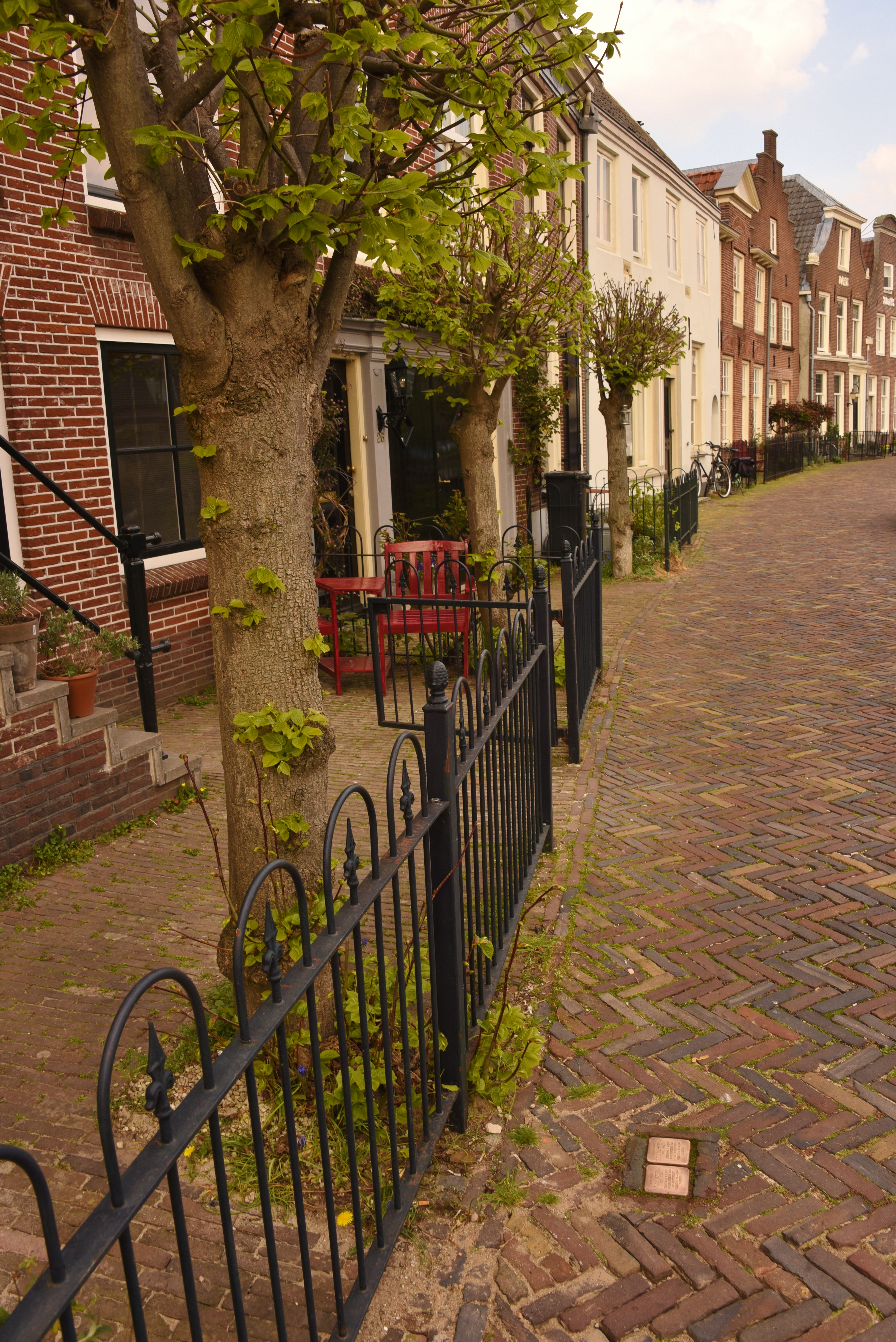
Stolpersteine voor Clara en Lucas IJzerman in Maarssen

De lijst van Stolpersteine in Stichtse Vecht geeft een overzicht van de gedenkstenen die in de gemeente Stichtse Vecht in de Nederlandse provincie Utrecht zijn geplaatst in het kader van het Stolpersteine-project van de Duitse beeldhouwer-kunstenaar Gunter Demnig.
Stolpersteine zijn opgedragen aan slachtoffers van het nationaalsocialisme, al diegenen die zijn vervolgd, gedeporteerd, vermoord, gedwongen te emigreren of tot zelfmoord gedreven door het nazi-regime. Demnig legt voor elk slachtoffer een aparte steen, meestal voor de laatste zelfgekozen woning.
Omdat het Stolpersteine-project doorloopt, kan deze lijst onvolledig zijn.

## Stolpersteine
In de gemeente Stichtse Vecht liggen vijf Stolpersteine in Maarssen.

### Maarssen
In Maarssen liggen vijf Stolpersteine op twee adressen.
| Afbeelding | Inscriptie | Adres              | Herdachte persoon                          |
| ---------- | --- | ------------------ | ------------------------------------------ |
|            | HIER WOONDE FRITZ BLAU GEB. 1910 OPGEPAKT 2.8.1942 GEDEPORTEERD 1942 UIT WESTERBORK VERMOORD 30.9.1942 AUSCHWITZ                    | Schippersgracht 13 | Fritz Blau (1910-1942)                     |
|            | HIER WOONDE MAGDALENA DORA LIESELOTTE BLAU GEB. 1939 OPGEPAKT 2.8.1942 GEDEPORTEERD 1942 UIT WESTERBORK VERMOORD 9.8.1942 AUSCHWITZ | Schippersgracht 13 | Magdalena Dora Lieselotte Blau (1939-1942) |
|            | HIER WOONDE MINA LISA BLAU-MUNTNER GEB. 1914 OPGEPAKT 2.8.1942 GEDEPORTEERD 1942 UIT WESTERBORK VERMOORD 9.8.1942 AUSCHWITZ         | Schippersgracht 13 | Mina Lisa Blau-Muntner (1914-1942)         |
|            | HIER WOONDE LUCAS IJZERMAN GEB. 1885 OPGEPAKT 1.4.1943 GEDEPORTEERD 1943 UIT WESTERBORK VERMOORD 16.4.1943 SOBIBOR                  | Langegracht 27     | Lucas IJzerman (1885-1943)                 |
|            | HIER WOONDE CLARA IJZERMAN-LAP GEB. 1889 OPGEPAKT 1.4.1943 GEDEPORTEERD 1943 UIT WESTERBORK VERMOORD 16.4.1943 SOBIBOR              | Langegracht 27     | Clara IJzerman-Lap (1889-1943)             |

## Data van plaatsingen
- 27 februari 2013: Maarssen, vijf Stolpersteine op Langegracht 27, Schippersgracht 13